# Yukihiro Doi
Yukihiro Doi (土井 雪広, Do'i Yukihiro), né le 18 septembre 1983 à Osaka est un coureur cycliste japonais.

## Biographie
Yukihiro Doi commence sa carrière professionnelle en 2004 dans l'équipe Shimano Racing. En 2005, cette équipe forme avec des membres de l'équipe néerlandaise Bankgiroloterij une nouvelle équipe baptisée Shimano-Memory Corp, et qui devient Skil-Shimano en 2006. Yukihiro Doi est toujours membre de cette équipe en 2010.
En 2008, il remporte le contre-la-montre par équipes du Brixia Tour avec Skil-Shimano. Il compte plusieurs places d'honneur lors de courses par étapes : deuxième du Tour du Siam en 2007, cinquième du Tour de Hokkaido en 2006 et 2007, sixième du Tour de Turquie en 2010, huitième du Tour de Langkawi en 2007.

## Palmarès
- 2007
  - 2e du Tour du Siam
- 2008
  - 1reb étape du Brixia Tour (contre-la-montre par équipes)
- 2012
  -  Champion du Japon sur route

## Résultats sur les grands tours

### Tour d'Espagne
2 participations 
- 2011 : 150e
- 2012 : 139e

## Classements mondiaux
| Année            | 2006 | 2007 | 2008  | 2009  | 2010 | 2011 | 2012  | 2013 | 2014  | 2015 |
| ---------------- | ---- | ---- | ----- | ----- | ---- | ---- | ----- | ---- | ----- | ---- |
| UCI Asia Tour    | 106e | 32e  | 207e  | 96e   |      | 213e | 317e  | 72e  | 182e  | 144e |
| UCI Europe Tour  |      |      | 1214e | 1119e | 452e |      | 1067e |      | 1057e |      |
| UCI Oceania Tour |      |      |       |       |      |      | 49e   |      |       |      |